# Vernonioideae
Vernonioideae Lindl., 1829 è una sottofamiglia di piante angiosperme dicotiledone della famiglia delle Asteraceae.

## Etimologia
Il nome di questo gruppo deriva dal suo genere più importante Vernonia Schreb., 1791 il cui nome a sua volta è stato dato in ricordo del botanico inglese William Vernon morto nel 1711. Il nome scientifico ed è stato definito dal botanico John Lindley (1799-1865) nella pubblicazione An Encyclopædia of Plants. London (Encycl. Pl. [Loudon]) del 1829.

## Descrizione

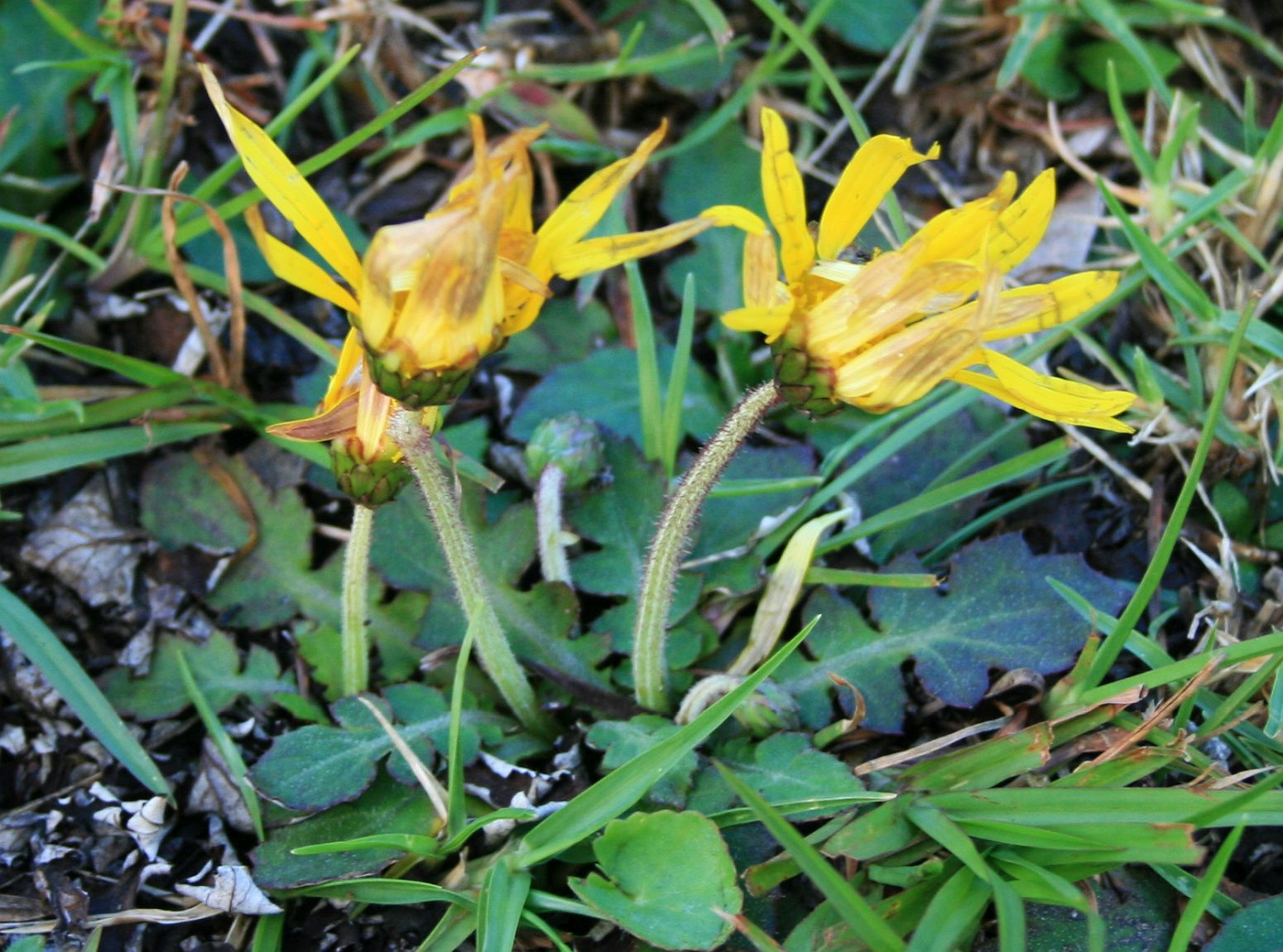
Il portamento
Arctotheca prostrata

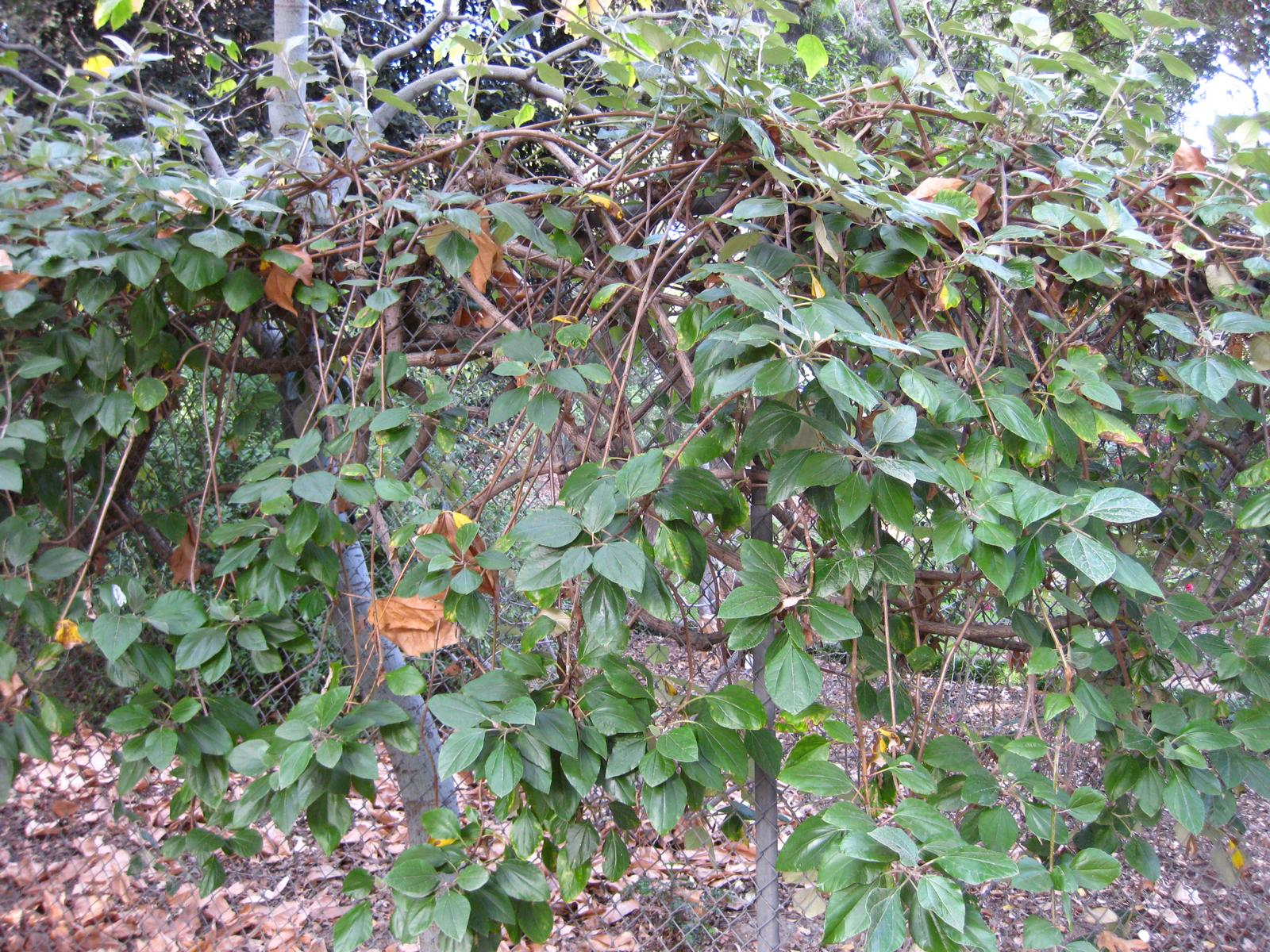
Le foglie
Sinclairia platylepis

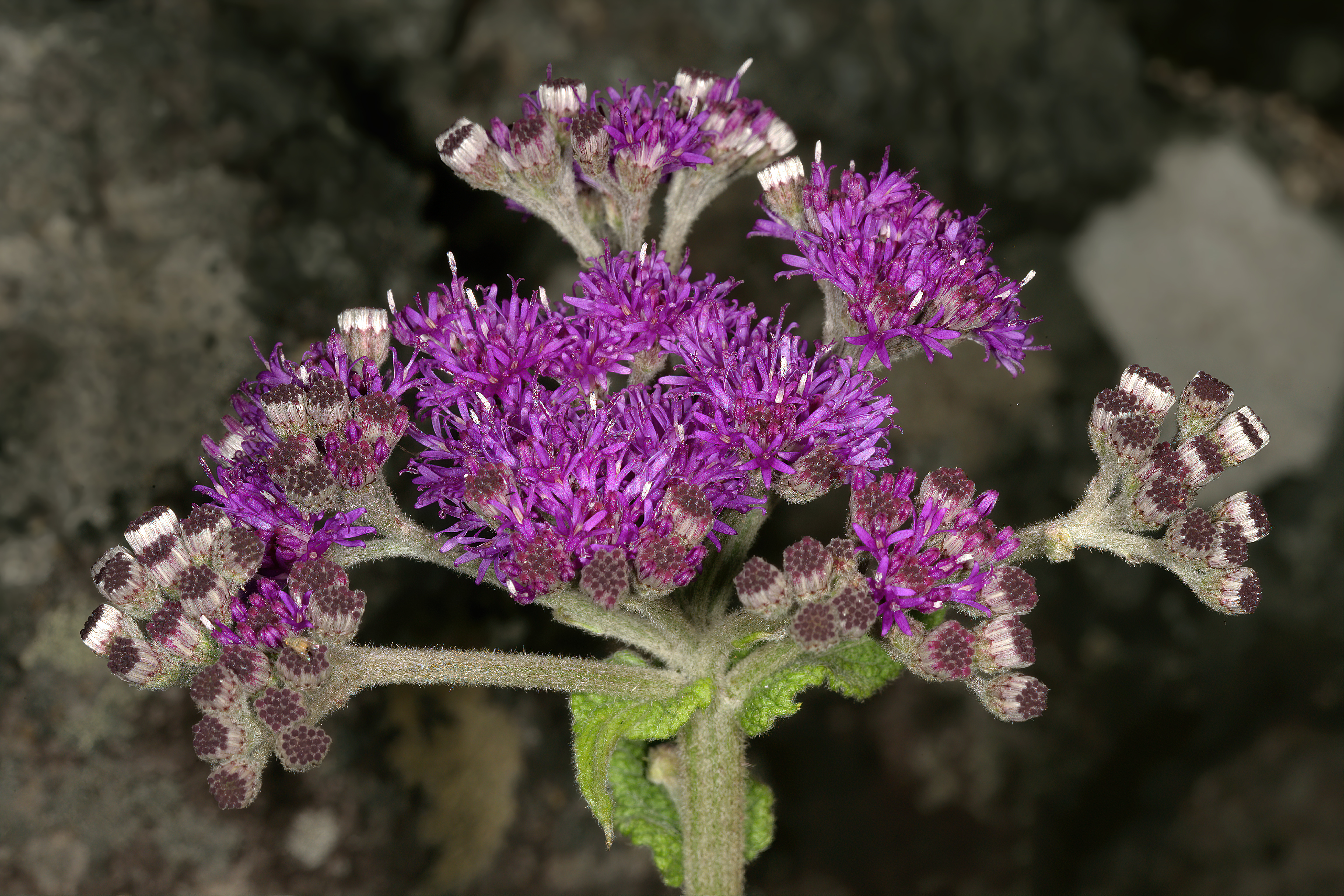
Infiorescenza
Hilliardiella hirsuta (Centrapalinae)

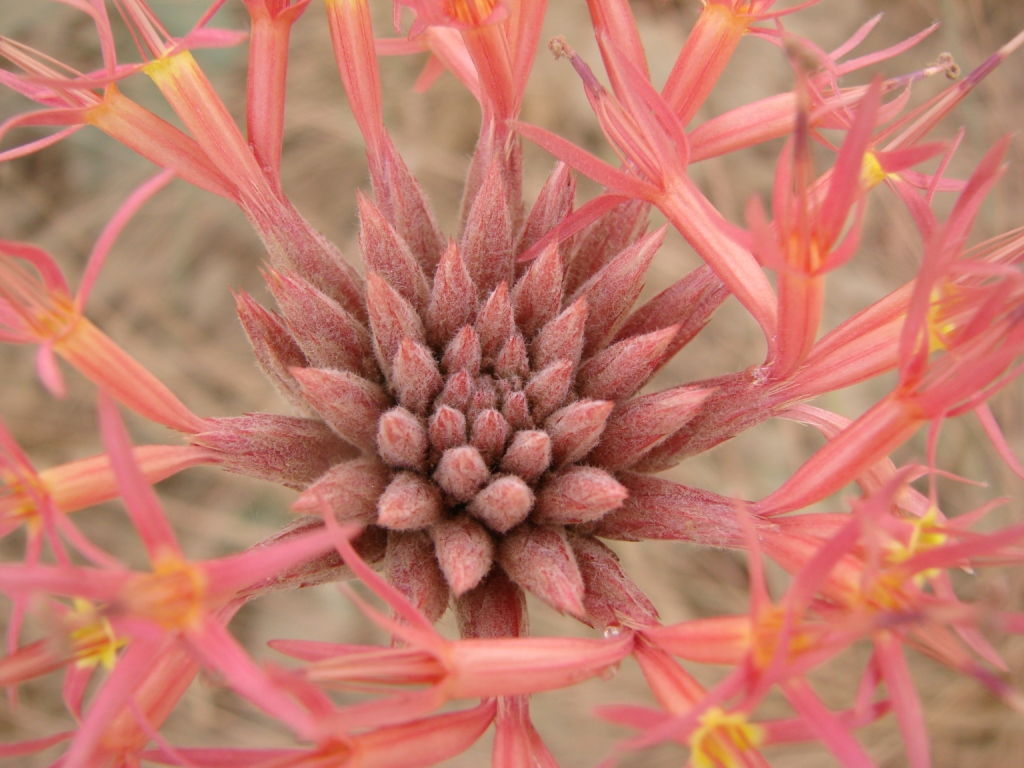
I fiori
Chresta curumbensis (Chrestinae)

Habitus: le piante di questa tribù sono sia erbe annuali o perenni, che suffruticose, arbustive o alberi anche con ricche ramificazioni. Gli organi interni di queste piante contengono lattoni sesquiterpenici (non in tutte le specie). La superficie può essere glabra oppure pubescente con peli semplici, del tipo stellato o irsuto oppure decisamente tomentoso-lanosa. Raramente il portamento può essere prostrato.
Foglie: sono presenti sia foglie in forma di rosetta basale che lungo il fusto; in questo caso sono in prevalenza disposte in modo alterno (in modo opposto in alcuni generi); le foglie sono sia sessili che picciolate (in alcuni casi il picciolo è alato). La lamina può essere intera (più o meno da lanceolata a ovata) che pennatopartita o lobata (ma raramente). I margini sono interi o seghettati o dentati. La superficie in alcuni gruppi è pelosa per peli di vario tipo. La consistenza può essere fogliacea, cartacea, coriacea o succulenta. Le venature sono pennate.
Infiorescenza: le infiorescenze sono sia monocefale che con numerosi capolini (raccolti in modo corimboso o raggruppati variamente tipo pannocchia, racemo, tirsoide o seriale). Alcune infiorescenze sono di tipo glomeruloso. Sono presenti delle infiorescenze secondarie (sinflorescenze) con una struttura complessa costituita da capolini plurimi e con un ricettacolo secondario. I capolini sono composti da un involucro a forma generalmente campanulata, emisferica o cilindrica che fa da protezione al ricettacolo sul quale s'inseriscono i fiori centrali tubulosi e periferici ligulati. L'Involucro è formato da diverse brattee (o squame - fino a 100) embricate disposte in modo uniseriato o multiseriato (fino a 10 serie); le brattee sono sia di tipo foglioso che squamoso; possono essere sia caduche che persistenti. Alcuni generi possiedono delle brattee secondarie decisamente fogliose. La parte apicale delle brattee può essere spinulosa o mucronata. In alcuni casi le brattee sono mescolate ai fiori veri e propri. Il ricettacolo in genere è privo di pagliette (nudo).
I fiori (da pochi a oltre 100) sono tetra-ciclici (ossia sono presenti 4 verticilli: calice – corolla – androceo – gineceo) e pentameri (ogni verticillo ha in genere 5 elementi). I fiori sono inoltre ermafroditi e actinomorfi (quelli tubulosi) e zigomorfi (quelli ligulati).
- Formula fiorale:

*/x K {\displaystyle \infty }, [C (5), A (5)], G 2 (infero), achenio
- Calice: i sepali del calice sono ridotti ad una coroncina di squame.
- Corolla: le corolle tubulose (dei fiori centrali) sono formate da uno stretto imbuto terminante in 5 lobi (sono presenti specie con un numero minore di lobi); quelle ligulate (dei fiori periferici) sono raggianti a forma ligulata terminati con tre o quattro denti. Le corolle possono essere provvista di ghiandole oppure di peli. I colori variano dalla lavanda, al blu, al porpora, al bianco, al giallo, arancio e rosso.
- Androceo: gli stami sono 5 con filamenti liberi e distinti, mentre le antere sono saldate in un manicotto (o tubo) circondante lo stilo.[4] Le antere sono glabre o ghiandolose e le teche possono essere senza coda o con coda oppure speronate. Le appendici delle antere hanno le pareti sottili (ma a volte sono anche sclerificate), spesso con ghiandole o peli. Il polline è di due tipi: (1) tricolporato (con tre aperture sia di tipo a fessura che tipo isodiametrica o poro) oppure (2) è triporato (con le fessure di germinazione costituite da tre pori).[10] A volte il polline è echinato (con punte), inoltre la parte più esterna dell'esina può essere sollevata a forma di creste e depressioni (polline "lophato").
- Gineceo: lo stilo è filiforme e pubescente con due rami stigmatici. La base dello stilo può avere dei nodi oppure no (a volte i nodi sono anulari e nettariferi). Gli stigmi dello stilo sono due divergenti, sono sottili e appuntiti. Gli stigmi hanno la superficie stigmatica interna.[11] La pubescenza è del tipo a spazzola con peli smussati, o a punta o stipitati. L'ovario è infero uniloculare formato da 2 carpelli.

I frutti sono degli acheni con pappo. L'achenio generalmente è cilindrico (o prismatico) con più coste laterali (fino a 10). Può essere glabro, pubescente o ghiandoloso. In alcuni generi le pareti sono prive di fitomelanina, uno strato protettivo contro batteri, larve e insetti; mentre in altri la fitomelanina è contenuta nel pericarpo (Sipolisiinae). Sono presenti inoltre rafidi (allungati e subquadrati) e idioblasti. Il carpoforo (o carpopodium - il ricettacolo alla base del gineceo) se presente è anulare. Il pappo può essere presente (setole, peli, scaglie o reste disposti in modo uniseriale o multiseriale) oppure è assente.

## Biologia
- Impollinazione: l'impollinazione avviene tramite insetti (impollinazione entomogama tramite farfalle diurne e notturne).
- Riproduzione: la fecondazione avviene fondamentalmente tramite l'impollinazione dei fiori (vedi sopra).
- Dispersione: i semi (gli acheni) cadendo a terra sono successivamente dispersi soprattutto da insetti tipo formiche (disseminazione mirmecoria). In questo tipo di piante avviene anche un altro tipo di dispersione: zoocoria. Infatti gli uncini delle brattee dell'involucro si agganciano ai peli degli animali di passaggio disperdendo così anche su lunghe distanze i semi della pianta.

## Distribuzione e habitat
Le specie di questa sottofamiglia si trovano in Australia, Asia, Africa, Madagascar e soprattutto in America (raramente in Europa). L'habitat è vario da quello tipico del clima temperato a quello tropicale.

## Tassonomia
La famiglia di appartenenza di questa voce (Asteraceae o Compositae, nomen conservandum) probabilmente originaria del Sud America, è la più numerosa del mondo vegetale, comprende oltre 23 000 specie distribuite su 1 535 generi, oppure 22 750 specie e 1 530 generi secondo altre fonti (una delle checklist più aggiornata elenca fino a 1 679 generi). La famiglia attualmente (2021) è divisa in 16 sottofamiglie (Vernonioideae è una di queste).

### Filogenesi
Questa sottofamiglia solo recentemente (2016) è stata formata segregando diverse tribù dalla sottofamiglia Cichorioideae. I dati molecolari (analisi del DNA) indicano che questo gruppo si è formato al più tardi circa 35 milioni di anni fa (la separazione è iniziata circa 60 milioni di anni fa). Le principali tre tribù della nuova sottofamiglia (Vernonieae, Liabeae e Arctotideae) formano un "gruppo fratello" con il resto della famiglia delle Asteraceae ossia il "core" formato da: Asteroideae + Corymbioideae + Cichorieae; mentre in posizione più "basale" si trova la nuova sottofamiglia Gymnarrhenoideae. All'interno della sottofamiglia Vernonieae e Liabeae formano un "gruppo fratello" collegato alla tribù Arctotideae.

### Composizione della sottofamiglia
La sottofamiglia Vernonioideae comprende 7 tribù, 25 sottotribù, 170 generi e 2.012 specie.
| Tribù                                   | Sottotribù | Generi | Specie | Distribuzione | Caratteri principali |
| --------------------------------------- | ---------- | ------ | ------ | --- | --- |
| Arctotideae Cass., 1819                 | 2          | 13     | 193    | La distribuzione della tribù è relativa soprattutto all'Africa meridionale (alcune specie si trovano anche in Australia). | Il portamento è spesso formato da piante acaulescenti. - I capolini, disciformi e omogami, sono sessili al centro delle foglie. - Le foglie formano delle rosette basali. |
| Eremothamneae H. Rob. & Brettell, 1973  |            | 2      | 3      | La distribuzione di questa tribù è circoscritta al Sudafrica occidentale e meridionale e alla Namibia. | I capolini sono discoidi e sessili. - Le brattee involucrali hanno gli apici spinescenti. - Il pappo è formato da setole barbate e scabre. |
| Liabeae (Cass. ex Dumort.) Rydb., 1927  | 4          | 18     | 175    | Le specie di questa tribù sono distribuite unicamente in America Centrale e del Sud. L'habitat preferito in maggioranza sono le foreste umide; alcune specie viceversa preferiscono ambienti più aridi associati alle macchie tropicali e foreste decidue. | Nei fusti è frequente la presenza di lattice. - Le foglie hanno una disposizione opposta e spesso sono fortemente trinervate con superfici inferiori tomentose. - Il colore dei fiori del raggio e del disco sono in prevalenza gialli o tonalità vicine. - Le corolle del disco sono profondamente lobate. - Le basi delle antere sono calcarate. - Le superfici stigmatiche sono continue all'interno dei rami dello stilo. - Il polline è spinoso e sferico. |
| Moquinieae H. Rob., 1994                |            | 2      | 2      | La distribuzione di questa tribù è limitata alla regione brasiliana del Sertão, in particolare agli stati di Bahia e Minas Gerais. | I peli sono semplici. - Le foglie hanno delle forme da ellittiche a ovate con venature pennate. - I fiori sono omogami o femminili. - Le antere sono speronate. - Le cellule dell'endotecio hanno degli ispessimenti alle estremità. - Gli stili sono rigonfi nella parte alta, ed hanno delle superfici stigmatiche interne continue. - I frutti degli acheni sono privi di fitomelanina. - Il polline è echinato (con punte).                                 |
| Platycarpheae V.A. Funk & H. Rob., 2009 |            | 2      | 3      | Le specie di questo genere si trovano in Africa del sud: Botswana, Sudafrica e Namibia. | Il portamento è relativo a erbe perenni acaulescenti (sono anche stolonifere). - Le foglie sono allungate prostrate. - I capolini si presentano con complicate strutture secondarie. |
| Vernonieae Cassini, 1819                | 19         | 132    | 1.592  | Le specie di questa tribù si trovano in Asia, Africa (specialmente del sud), Madagascar e soprattutto in America. L'habitat è vario da quello tipico del clima temperato a quello tropicale.                                                               | Il portamento in maggioranza è erbaceo (sono comunque presenti altri habitus). - Le foglie sono alternate (raramente opposte). - I capolini, omogami e discoidi, sono sia distinti che aggregati. - Il ricettacolo talvolta ha delle scaglie spiniformi. - Le corolle in genere non sono gialle ma porpora o tonalità vicine. - Lo stilo è slanciato e nella parte superiore ha dei peli a spazzola. - Gli stigmi hanno la superficie stigmatica interna.       |
| Distephaneae V.A. Funk & H. Rob., 2020  |            | 1      | 44     | La distribuzione delle specie di questo genere è relativa all'Africa, all'Oceano Indiano e alla Cina. | Le foglie spesso sono trinervate. - La corolla normalmente è gialla. - La base dello stilo è largamente nodosa. |

### Generi della sottofamiglia
Nella sottofamiglia sono presenti i seguenti generi:
| Tribù         | Sottotribù        | Generi (specie) | Immagini                   |
| ------------- | ----------------- | --- | -------------------------- |
| Arctotideae   | Arctotidinae      | Arctotheca (5) - Arctotis (67) - Cymbonotus (3) - Dymondia (1) - Haplocarpha (9) | Arctotheca populifolia     |
| Arctotideae   | Gorteriinae       | Berkheya (79) - Cullumia (16) - Cuspidia (1) - Didelta (2) - Gazania (19) - Gorteria (7) - Hirpicium (12) - Heterorhachis (2) | Hirpicium alienatum        |
| Eremothamneae |                   | Eremothamnus (1) - Hoplophyllum (2) |                            |
| Liabeae       | Liabinae          | Ferreyranthus (8) - Dillandia (3) - Liabum (37) - Oligactis (6) - Sampera (8) | Liabum amplexicaule        |
| Liabeae       | Munnoziinae       | Munnozia (44) - Chrysactinium (7) | Munnozia senecionidis      |
| Liabeae       | Paranepheliinae   | Austroliabum (3) - Chionopappus (1) - Erato (5) - Microliabum (3) - Paranephelius (6) - Philoglossa (5) - Pseudonoseris (4) - Stephanbeckia (1) | Paranephelius asperifolius |
| Liabeae       | Sinclairiinae     | Sinclairia (29) | Sinclairia glabra          |
| Moquinieae    |                   | Moquinia (1) - Pseudostifftia (1) |                            |
| Platycarpheae |                   | Platycarpha (1) - Platycarphella (2) | Platycarphella parvifolia  |
| Vernonieae    | Centrapalinae     | Acilepis (37) - Brachythrix (6) - Bechium (3) - Cabobanthus (2) - Centauropsis (8) - Centrapalus (2) - Dewildemania (7) - Crystallopollen (1) - Hilliardiella (10) - Iodocephalopsis (1) - Koyamasia (2) - Msuata (1) - Nothovernonia (2) - Oliganthes (9) - Parapolydora (2) - Phyllocephalum (11) | Acilepis saligna           |
| Vernonieae    | Centratherinae    | Centratherum (3) | Centratherum punctatum     |
| Vernonieae    | Chrestinae        | Chresta (18) - Soaresia (1) | Chresta sphaerocephala     |
| Vernonieae    | Dipterocypselinae | Allocephalus (1) - Dipterocypsela (1) - Heterocypsela (2) - Manyonia (1) |                            |
| Vernonieae    | Elephantopinae    | Caatinganthus (2) - Elephantopus (21) - Orthopappus (1) - Pseudelephantopus (2) | Elephantopus tomentosus    |
| Vernonieae    | Erlangeinae       | Ageratinastrum (4) - Ambassa (1) - Bothriocline (61) - Cyanthillium (11) - Decastylocarpus (1) - Diaphractanthus (1) - Erlangea (13) - Ethulia (15) - Gutenbergia (25) - Herderia (1) - Hoffmannanthus (1) - Hystrichophora (1) - Jeffreycia (5) - Kinghamia (5) - Kurziella (1) - Lettowia (1) - Muschleria (1) - Namibithamnus (2) - Okia (2) - Omphalopappus (1) - Oocephala (4) - Orbivestus (12) - Paurolepis (1) - Pseudopegolettia (2) - Rastrophyllum (2) - Vernoniastrum (13) | Pseudopegolettia tenella   |
| Vernonieae    | Gymnantheminae    | Ananthura (1) - Brenandendron (3) - Decaneuropsis (12) - Gymnanthemum (35) - Lampropappus (3) - Monosis (9) - Myanmaria (1) - Strobocalyx (9) - Tarlmounia (1) - Uniyala (7) | Gymnanthemum corymbosum    |
| Vernonieae    | Hesperomanniinae  | Hesperomannia (3) |                            |
| Vernonieae    | Leiboldiinae      | Bolanosa (1) - Leiboldia (2) - Lepidonia (9) - Stramentopappus (2) |                            |
| Vernonieae    | Lepidaploinae     | Aynia (1) - Chrysolaena (19) - Echinocoryne (6) - Harleya (1) - Lepidaploa (148) - Lessingianthus (144) - Mattfeldanthus (2) - Pseudopiptocarpha (4) - Stenocephalum (8) - Stilpnopappus (21) - Struchium (1) - Xiphochaeta (1) | Chrysolaena cognata        |
| Vernonieae    | Linziinae         | Adenoon (1) - Aedesia (3) - Baccharoides (26) - Camchaya (9) - Khasianthus (1) - Lachnorhiza (3) - Linzia (9) - Neurolakis (1) - Pleurocarpaea (2) - Vernonella (11) | Adenoon indicum            |
| Vernonieae    | Lychnophorinae    | Albertinia (1) - Anteremanthus (2) - Blanchetia (2) - Chronopappus (2) - Eremanthus (24) - Gorceixia (1) - Heterocoma (6) - Hololepis (2) - Lychnocephalus (4) - Lychnophora (29) - Lychnophorella (11) - Maschalostachys (2) - Minasia (7) - Paralychnophora (6) - Piptolepis (13) - Prestelia (3) - Proteopsis (2) - Vinicia (1) | Lychnophora ericoides      |
| Vernonieae    | Mesanthophorinae  | Acilepidopsis (1) - Mesanthophora (2) - Telmatophila (1) |                            |
| Vernonieae    | Pacourininae      | Pacourina (1) |                            |
| Vernonieae    | Piptocarphinae    | Critoniopsis (77) - Cuatrecasanthus (6) - Dasyandantha (1) - Ekmania (1) - Huberopappus (1) - Joseanthus (4) - Piptocarpha (52) - Piptocoma (18) | Piptocarpha quadrangularis |
| Vernonieae    | Rolandrinae       | Rolandra (1) - Spiracantha (1) |                            |
| Vernonieae    | Stokesiinae       | Stokesia (1) | Stokesia laevis            |
| Vernonieae    | Trichospirinae    | Trichospira (1) |                            |
| Vernonieae    | Vernoniinae       | Cololobus (4) - Cyrtocymura (6) - Dasyanthina (2) - Eirmocephala (3) - Quechualia (4) - Trepadonia (2) - Vernonanthura (76) - Vernonia (343) | Vernonia baldwinii         |
| Distephaneae  |                   | Distephanus (44) | Distephanus divaricatus    |